# Sidemia pallida
Sidemia pallida là một loài bướm đêm trong họ Noctuidae.